# Hekaibanh
Hekaibanh (ḥq3-ỉb-ˁnḫ) ókori egyiptomi hivatalnok volt, Elephantiné polgármestere és a papok elöljárója a XII. dinasztia idején, valószínűleg III. Amenemhat uralkodása alatt.
Egy szoborról ismert, amelyet a VI. dinasztia idején élt, és később Elephantinéban nagy tiszteletben tartott Hekaib kultuszhelyén állított. Emellett két rövid felirata is fennmaradt, a Szehel-szigeten. Anyját Gautanuketnek hívták. Nem tudni, milyen kapcsolatban állt elődjével és utódjával; talán II. Hekaib fia volt és Ameniszeneb féltestvére.

## Fordítás
- Ez a szócikk részben vagy egészben  a   Heqaibanch című német Wikipédia-szócikk ezen változatának fordításán alapul.  Az eredeti cikk szerkesztőit annak laptörténete sorolja fel. Ez a jelzés csupán a megfogalmazás eredetét és a szerzői jogokat jelzi, nem szolgál a cikkben szereplő információk forrásmegjelöléseként.